# Historia de la sociología

Auguste Comte, figura clave en el surgimiento de la sociología.

La historia de la sociología comienza, por lo menos en su versión empírica moderna, en el siglo XIX en un contexto marcado por la revolución industrial y la revolución francesa.
El inicio de esta ciencia suele situarse formalmente en 1838 con la publicación Curso de filosofía positiva de Auguste Comte. Esta obra fue la primera obra publicada que incluyó el término y a partir de ella se popularizó la palabra.
A lo largo del siglos XIX y XX, la disciplina amplió considerablemente su vocabulario y, resultado de la especialización, se separó en áreas temáticas y metodológicas. A la vez, su desarrollo se vio marcado por los debates teóricos sobre la primacía de la estructura o la agencia, los debates epistemológicos sobre la naturaleza de las ciencias sociales. La teoría social contemporánea ha tendido hacia el intento de conciliar estos dilemas.

## Precursores

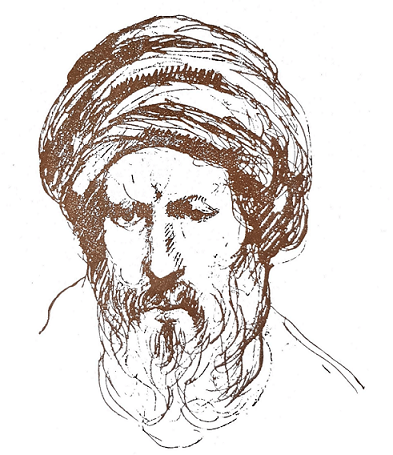
Ibn Jaldún, precursor de la sociología, uno de los primeros en postular teorías sobre la cohesión social.

### En la antigüedad
El pensamiento sociológico puede remontarse al menos hasta los antiguos griegos . Se encuentran las observaciones proto-sociológicas en los textos fundadores de la filosofía occidental (Heródoto, Tucídides, Platón, Polibio etcétera)...
Más tarde, también se pueden observar las consideraciones sociológicas en San Agustín, Tomás de Aquino y Marsilio de Padua en la Edad Media, por Maquiavelo en el Renacimiento, así como filósofos no europeos, la mayoría de Confucianistas. Las tendencias características en el pensamiento sociológico de los antiguos griegos se pueden rastrear el origen al entorno social. Casi nunca hubo organización política muy centralizada o extensiva dentro de los estados, entonces el espíritu tribal del localismo y del provincialismo fueron dados la libertad completa. Este espíritu tribal del localismo y del provincialismo invadió la mayor parte del pensamiento griego sobre los fenómenos sociales. Se puede rastrear el origen de la encuesta al libro Domesday, ordenado por el rey Guillermo I en 1086.

### En el islam medieval
Existe evidencia del pensamiento social en la época musulmana temprana desde el siglo XIV. Ibn Jaldún (1332-1406), en su Muqaddima (después traducido como 'Prolegómenos' al latín), la introducción a un análisis de siete volúmenes de la historia universal, fue el primer que avanzó la filosofía social y las ciencias sociales en la formulación de las teorías de la cohesión social y el conflicto social.

### Ilustración
Algunos pensadores influyentes son Voltaire, Montesquieu, Giambattista Vico, Lord Kames. Guetelet llamó a sus investigaciones como "física social".

## Orígenes

### Iluminismo y positivismo
El término ("sociología") fue acuñado por primera vez por el ensayista francés Emmanuel Joseph Sieyès (1748-1836). (del latín:. Socius, "compañero", y el sufijo -logía, "el estudio de", del griego λόγος, lógos, 'conocimiento').
El término fue independientemente reinventado, e introducido como un neologismo, por el pensador francés Augusto Comte (1798-1857) en 1838. Ya Adolphe Quetelet (1796-1874) y André-Michel Guerry (1802-1866) ambos empezaron a hacer investigaciones estadísticas centrándose en el ámbito social. Comte había expresado anteriormente su trabajo como "física social", pero ese término había sido apropiado por otros, sobre todo por Quetelet.

#### Henri de Saint-Simon
Henri de Saint-Simon denominó la "física social", “fisiología social” y "ciencia de la sociedad" al estudio de las leyes que gobiernan las sociedades con el objetivo de “hacer entrar en la categoría de las ideas de la física los fenómenos del orden llamado moral”, el cual defendió que tiene el mismo estatus que el resto de las ciencias naturales. Maxime Leroy llamó a Saint-Simon como “nuestro Descartes social” y Émile Durkheim declaró que "es a Saint-Simon a quien debemos, con justicia, atribuir el honor que comúnmente se atribuye a Comte". Georges Gurvitch lo llamó el "precursor" de la sociología moderna.

Amigos míos, somos cuerpos orgánicos; al considerar nuestras relaciones sociales como fenómenos fisiológicos, concibí el plan que propongo, y es con argumentos extraídos del sistema que utilicé para coordinar los hechos fisiológicos que les demostraré el valor de este plan.
Henri de Saint-Simon: Cartas ginebrinas (1803)

Saint-Simon publicó Physiologie sociale en 1813, donde centró gran parte de su tiempo en la idea de que la sociedad humana podría ser salvada si los científicos formarán una asamblea internacional e influenciaran su curso. Su teoría decía que dichos científicos podrían distraer a la gente de la guerra y del conflicto, centrando su atención en cosas tales como la construcción de canales y la mejora general de las condiciones de vida de sus sociedades. Esto traería múltiples culturas y sociedades en conjunto y prevenirán conflictos. Saint Simon tomó la idea de que todo el mundo había alentado desde la Ilustración, que era la creencia en la ciencia, y la hizo girar para ser más prácticos y las manos en la sociedad. La idea principal de Saint-Simon era que la industrialización crearía un nuevo lanzamiento en la historia. Veía que la gente había estado viendo el progreso como un enfoque para la ciencia, pero que ellos lo ven como un acercamiento a todos los aspectos de la vida. La sociedad estaba haciendo un cambio crucial en el momento ya que estaba creciendo de un feudalismo en declive. Este nuevo camino podría servir de base para la solución de todos los problemas viejos sociales habían encontrado previamente. Él estaba más preocupado con la participación del hombre en la fuerza de trabajo en lugar de mano de obra que el hombre elija. Su lema fue "Todos los hombres deben trabajar y de esto, el lema del comunismo se desarrolló "Cada uno según su capacidad.
La descripción de Comte sobre el desarrollo de la sociedad es paralela a la teoría de Karl Marx (1818-1883) de que el comunismo se acercaba rápidamente a la sociedad humana progresista. Ambos también coincidieron en que el comunismo sería el punto culminante de la sociedad humana. Comte estaba en un punto tutelado por Henri de Saint-Simon (1760-1825), y tanto él como Marx fueron muy influenciados por su enfoque socialista utópico a la sociedad. En Saint-Simón ya se encuentra el germen de los Ley de los tres estados positivistas de Comte:

Sería totalmente afilosófico no admitir la útil e importante influencia ejercida por los legistas y los metafísicos para modificar el sistema feudal y teológico y para impedir que se ahogara el sistema industrial y científico en sus primeras manifestaciones... el sistema industrial y científico ha nacido y se ha desarrollado bajo el dominio del sistema feudal y teológico.
Saint-Simón: El sistema industrial

#### Augusto Comte

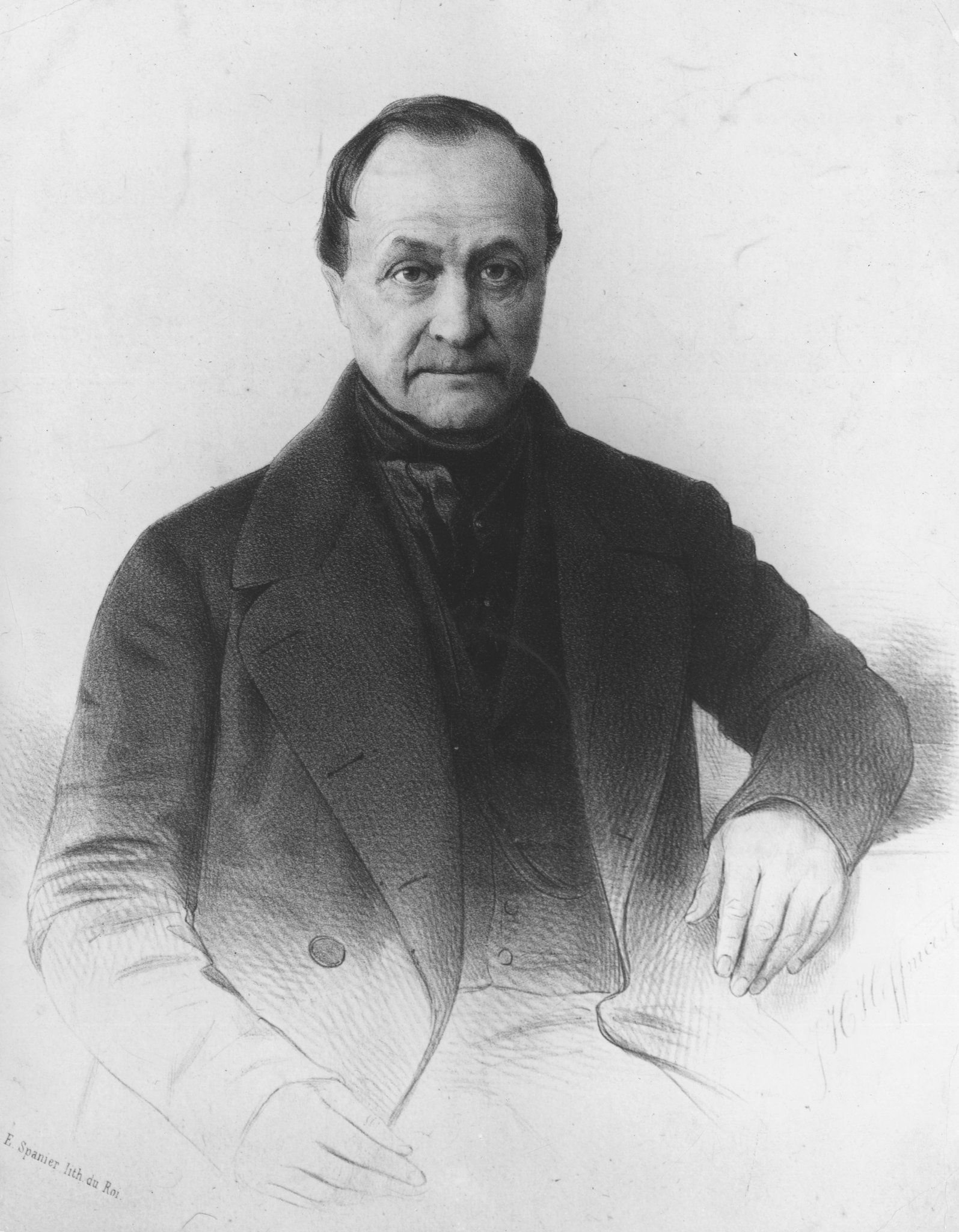
Augusto Comte.

Escribiendo después de los filósofos políticos ilustrados originales del contrato social, Comte esperaba unificar todos los estudios de la humanidad mediante la comprensión científica de la esfera social. Su propio esquema sociológico era típico de los humanistas del siglo XIX; él creía toda vida humana pasa a través de diferentes etapas históricas y que, si se pudiera comprender este progreso, se podría prescribir los remedios para los males sociales. 
En el esquema de Comte, la sociología iba a ser la "ciencia reina"; todas las ciencias físicas básicas tenían que llegar primero, llevándose las dificultades más fundamentales de la sociedad humana a sí misma. Por eso Comte empezó a verse como el "Padre de la Sociología". Comte delineó su filosofía general de la ciencia en El Curso de filosofía positiva [1830-1842], mientras que su Una Vista General del Positivismo (1865) hizo hincapié en los objetivos particulares de la sociología.
En su vida posterior, Comte desarrolló una "religión de la humanidad" para las sociedades positivistas con el fin de cumplir con la función cohesiva una vez en manos de la adoración tradicional. En 1849, propuso una reforma del calendario llamado "calendario positivista". Según su estrecho colaborador John Stuart Mill, era posible distinguir entre un "Comte bueno" (el autor del Curso de filosofía positiva) y un "Comte malo" (el autor del sistema secular-religioso). El sistema no tuvo éxito, pero se encontró con la publicación de Darwin, El origen de las especies, influyendo en la proliferación de diversas organizaciones humanistas seculares del siglo XIX, especialmente a través del trabajo de humanistas seculares como George Holyoake y Richard Congreve. Aunque los seguidores ingleses de Comte, incluyendo a George Eliot y Harriet Martineau, en su mayor parte rechazaron la sombría panoplia de su sistema, gustaban de la idea de una religión de la humanidad y su mandato "altrui vivre pour" ("vivir para los demás", de donde proviene la palabra "altruismo").

### Revolución industrial y revolución darwiniana

#### Materialismo histórico
Tanto Comte como Marx pretendían desarrollar una nueva ideología científica tras la secularización europea. Marx, siguiendo la tradición hegelianista, rechazó el método positivista, aunque, sin embargo, al intentar desarrollar una ciencia de la sociedad, llegó a ser reconocido como uno de los fundadores de la sociología, ya que la palabra ganó un sentido más amplio. Isaiah Berlin describió a Marx como el "verdadero padre" de la sociología moderna, "en la medida en que cualquier persona puede reclamar el título."

Haber dado una respuesta clara y unificada en términos familiares empíricos a esas preguntas teóricas que en ese momento ocupaban la mente de los hombres, ya se han deducido de las claras directrices prácticas sin crear enlaces obviamente artificiales entre los dos, fue el logro principio de la teoría de Marx... El tratamiento sociológico de los problemas históricos y morales, con Comte y después de él, Spencer y Taine, habían discutido y asignado, los convirtieron en un estudio preciso y concreto sólo cuando el ataque del marxismo militante formuló sus conclusiones en un tema candente y así hizo la búsqueda de pruebas más celosa y la atención al método más intenso.
Isaiah Berlin Karl Marx 1967

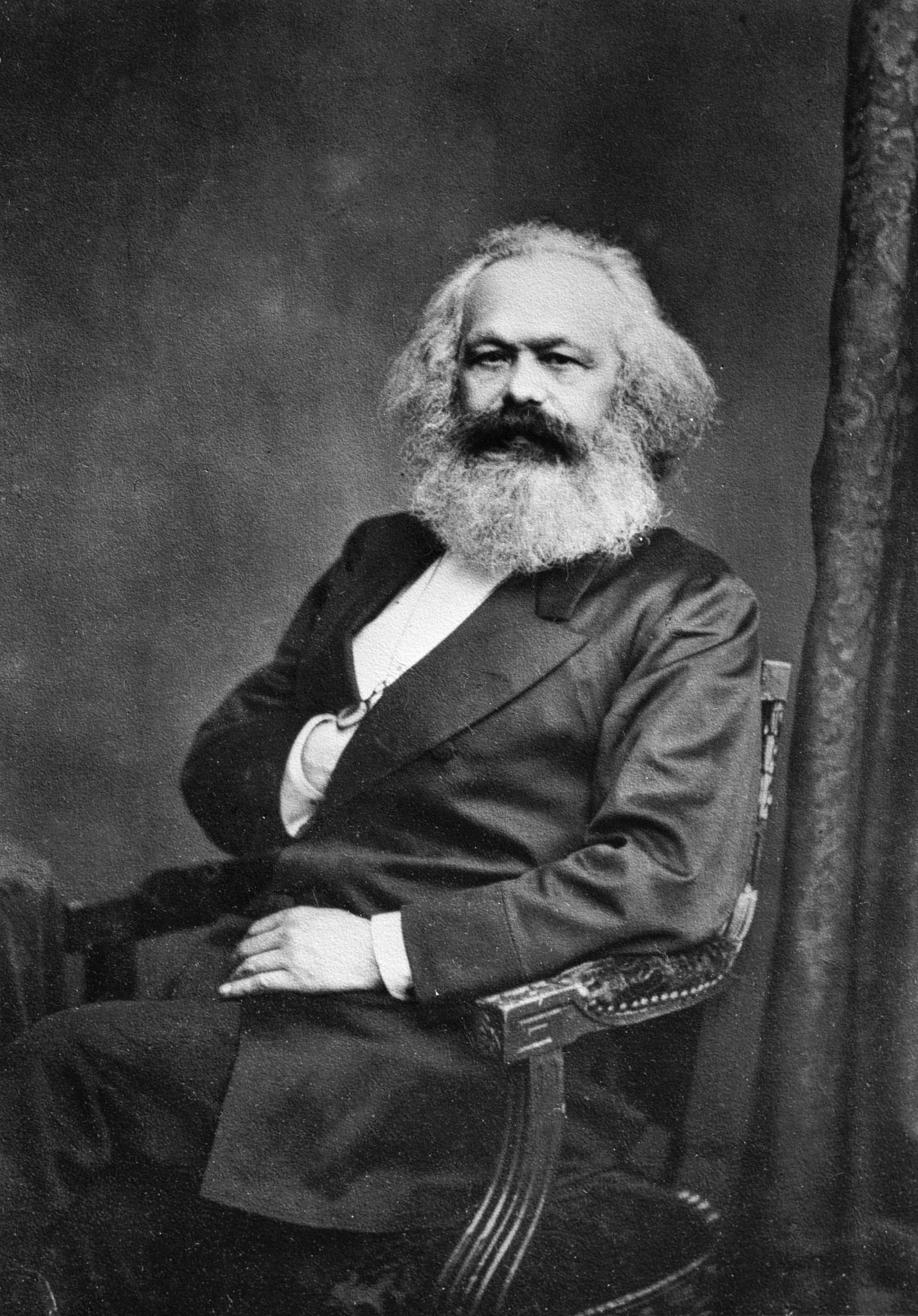
Karl Marx rechazó la sociología positivista de Comte, pero tuvo una influencia fundamental en la fundación de la ciencia social estructural.

En la década de 1830, Karl Marx formó parte de los jóvenes hegelianos de Berlín, que discutieron y escribieron sobre el legado del filósofo Hegel (1770-1831), cuyo tomo seminal, Lógica de la ciencia, fue publicado en 1816. Aunque, al principio, simpatizó con la estrategia de los grupos de atacar al cristianismo para socavar el establecimiento prusiano, posteriormente formó ideas divergentes y rompió con los jóvenes hegelianos, atacando sus puntos de vista en obras como La ideología alemana. Como testigo de las luchas de los obreros durante la Revolución Industrial, Marx concluyó que la religión (o el "ideal") no es la base del poder del establishment, sino más bien la propiedad del capital (o lo "material") - procesos que emplean tecnologías, dinero y sobre todo la fuerza de trabajo humana para crear el plusvalor están en el corazón del poder de la clase dominante. Esto "puso a Hegel de cabeza", ya que teorizaba que, en su núcleo, el motor de la historia y la estructura de la sociedad era fundamentalmente más material que ideal. Él teorizó que tanto el reino de la producción cultural como el poder político crearon ideologías que perpetuaron la opresión de la clase obrera y la concentración de la riqueza dentro de la clase burguesa: los propietarios de los medios de producción. Marx predijo que la clase capitalista se sentiría obligada a reducir los salarios o a reemplazar a los obreros por tecnología, lo que en última instancia aumentaría la riqueza entre los capitalistas. Sin embargo, como los trabajadores eran también los principales consumidores de los bienes producidos, la reducción de sus salarios daría lugar a un inevitable colapso del capitalismo como modo de producción económica.

#### Darwinismo social

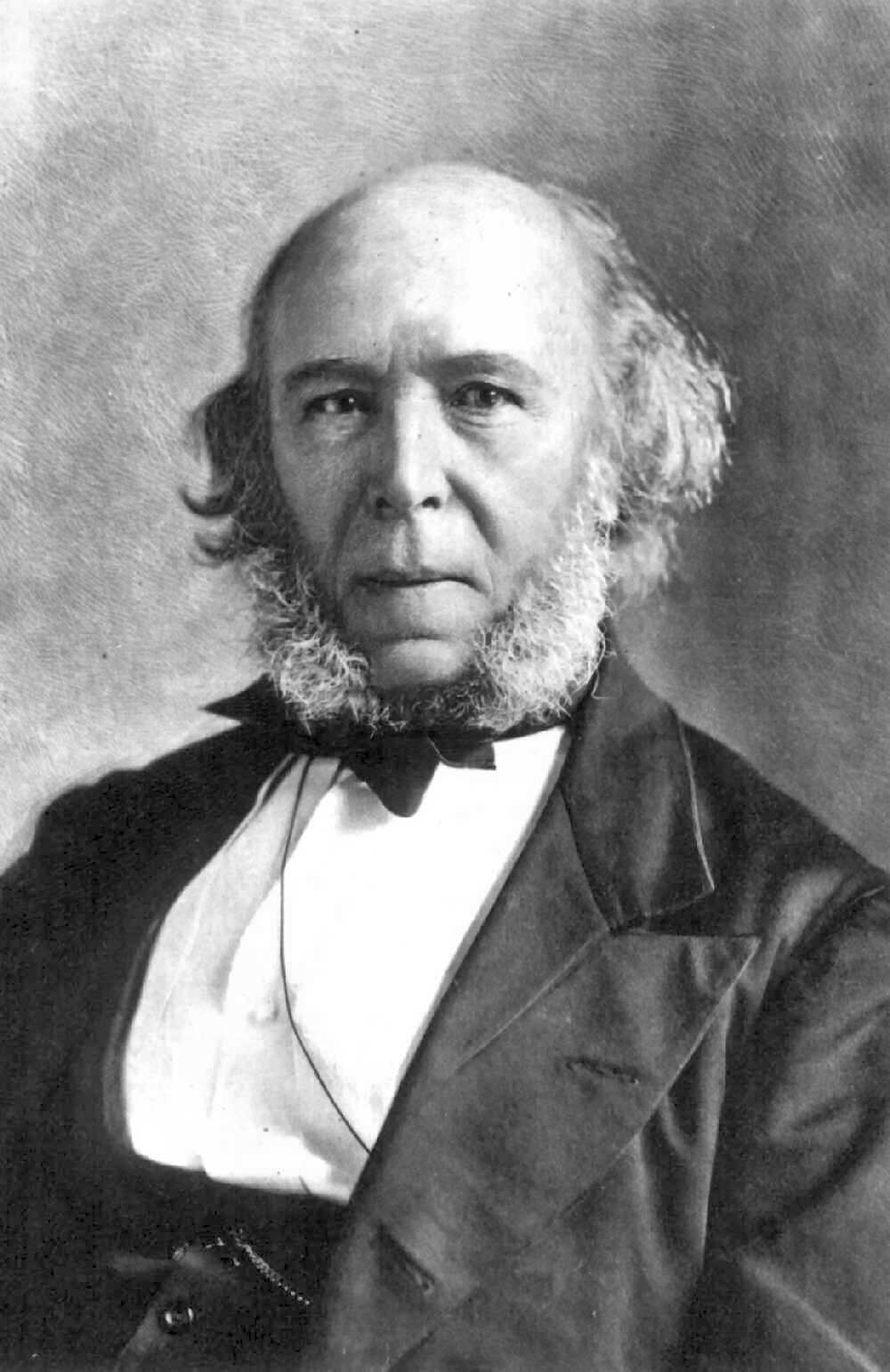
Herbert Spencer.

La primera sociología de Herbert Spencer (1820-1903) se produjo en términos generales como una reacción a Comte, escribiendo después de varios desarrollos en la biología evolutiva. Spencer intentó (en vano) reformular la disciplina en lo que hoy podríamos definir como en términos de darwinismo social (era, de hecho, un defensor del lamarckismo). Utilizó la frase "la supervivencia del más apto" para describir sus teorías de selección natural. Desarrolló estas teorías centrándose en especies enteras y no en organismos individuales. En esta teoría, Spencer estaba en paralelo con Darwin. El "más apto" se dice que se han referido a la élite de la especie, el más fuerte, el más rápido, el más eficiente de las especies sería eliminar los que son más débiles, más lentos y menos recursivos. Spencer teorizó sobre cómo toda cultura se extinguió. Debido a la vaguedad de la frase "la supervivencia del más apto", la teoría de Spencer ya no es aceptada por muchos otros teóricos y científicos. Su teoría ha sido adaptada y cambiada por otros sociólogos para ser aplicables a la sociedad.

### Otros precursores
Muchos otros filósofos y académicos fueron influyentes en el desarrollo de la sociología, entre los teóricos de la Ilustración del contrato social, y los historiadores como Adam Ferguson (1723-1816). En su teoría de la interacción social, el propio Ferguson ha sido descrito como "el padre de la sociología moderna". Otras obras tempranas en apropiarse del término "sociología" se incluyen Un Tratado de Sociología, teórico y práctico del abogado estadounidense Henry Hughes y Sociología para el Sur, o el fracaso de la sociedad libre por el abogado estadounidense George Fitzhugh. Ambos libros fueron publicados en 1854, en el contexto del debate sobre la esclavitud en los EE. UU. antes de la guerra. En 1874 apareció El estudio de la sociología del filósofo Inglés Herbert Spencer. Lester Frank Ward, descrito por algunos como el padre de la sociología norteamericana, publicó en 1883 La Sociología dinámica. Harriet Martineau, una teórica social Whig y traductora inglesa de muchas de las obras de Comte, ha sido citada como la primera socióloga femenina.
Varios otros historiadores y economistas sociales tempranos han sido reconocidos como los sociólogos clásicos, quizás más notablemente Robert Michels (1876-1936), Alexis de Tocqueville (1805-1859), Vilfredo Pareto (1848-1923) y Thorstein Veblen (1857-1926). Generalmente, los textos sociológicos clásicos se diferencian de los filosóficos políticos en el intento de seguir siendo científicos, sistemático, estructural o dialéctico, y no puramente moral, normativo o subjetivo. Las nuevas relaciones de clase asociados con el desarrollo del capitalismo es también clave, los textos sociológicos más distintivos de la filosofía política de las épocas del Renacimiento y la Ilustración.

## Fundación de la disciplina académica

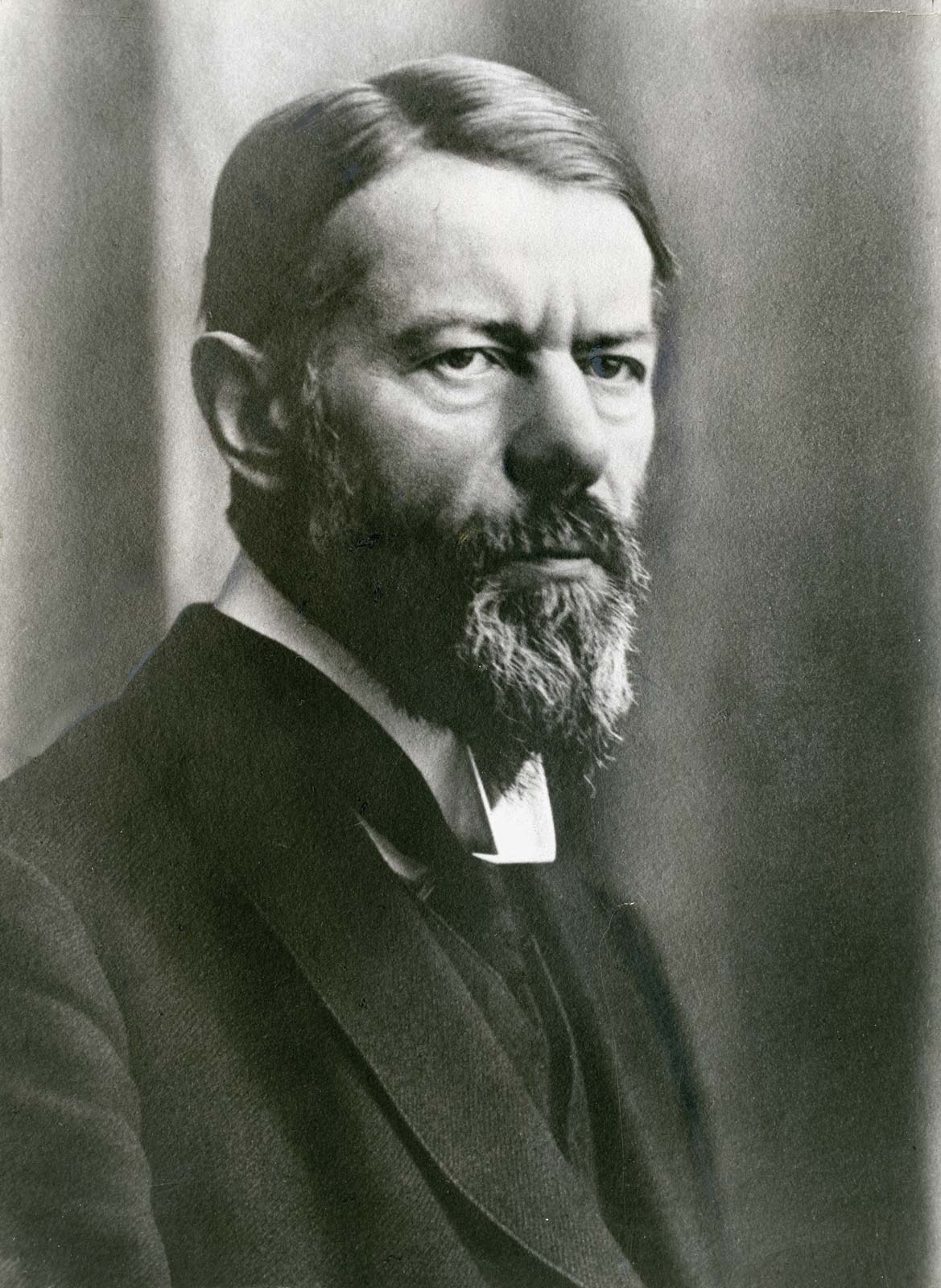
Max Weber fue un filósofo, economista y sociólogo alemán, considerado uno de los fundadores del estudio moderno de la sociología.

Entre los teóricos clásicos de la sociología de finales del siglo XIX y XIX se incluyen a Gumplowicz Ludwig (1838-1909), Ferdinand Tönnies (1855-1936), Émile Durkheim (1858-1917), Georg Simmel (1858-1918), Max Weber (1864 - 1920), y Karl Mannheim (1893-1947). Muchas de estas figuras no se consideran estrictamente "sociólogos" y contribuyeron regularmente a la jurisprudencia, la economía, la psicología y la filosofía. En 1830, Augusto Comte proclamó que la sociología debe estar, y estaría un día, al mismo nivel de las otras ciencias. Su profecía parecía ridícula a la mayoría de la época, hasta mucho más tarde en el siglo XIX, pero probó ser cierta.

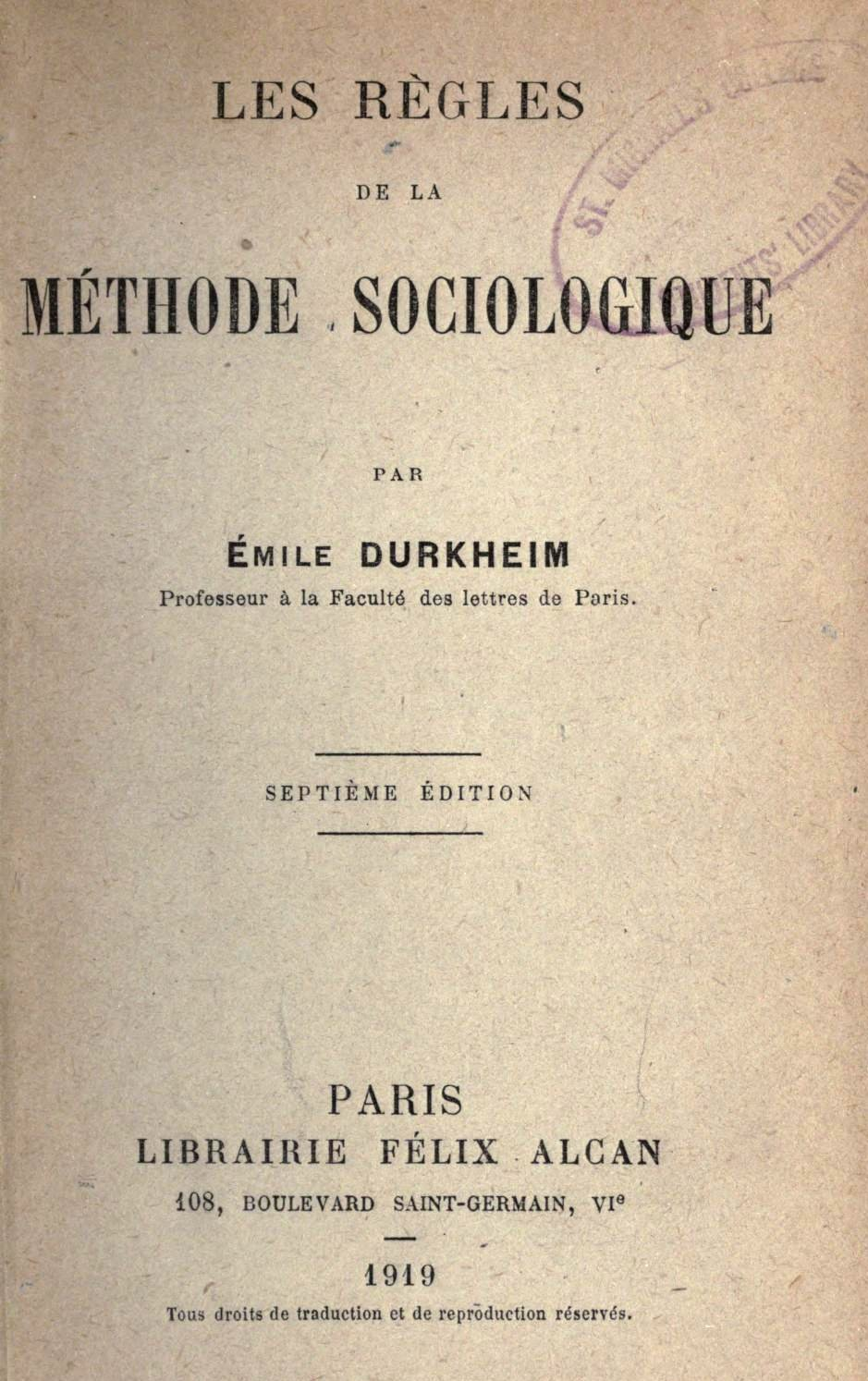
Edición original de Las reglas del método sociológico.

Émile Durkheim fue un sociólogo y filósofo francés. Estableció formalmente la sociología como disciplina académica.

La sociología académica formal comenzó cuando Durkheim estableció el primer departamento europeo de sociología, en la Universidad de Burdeos en 1895, publicando sus reglas del método sociológico. Demostró que los fenómenos considerados como individuales (tales como el suicidio, el crimen, la indignación moral, e incluso nuestros conceptos de tiempo, espacio, Dios, y la personalidad individual), se determinan socialmente. En 1896, fundó la revista L'Année Sociologique. La monografía seminal de Durkheim El suicidio (1897), un estudio de caso de las tasas de suicidio entre las poblaciones católicas, protestantes y judías, consigue distinguir el análisis sociológico, del de la psicología o la filosofía. También marcó una importante contribución al concepto del estructural funcionalismo.
Por primera vez, en 1875, en los Estados Unidos, un curso titulado "sociología" fue dictado por William Graham Sumner. Este curso se basaba en el pensamiento de Auguste Comte y Herbert Spencer en lugar de tomar la obra de Durkheim que iba avanzando en Europa. En 1890, el más antiguo curso continuo de sociología de los Estados Unidos comenzó en la Universidad de Kansas, dictado por Frank Blackmar. El Departamento de Historia y Sociología de la Universidad de Kansas, se fundó en 1891 y la primera regla completamente independiente del departamento universitario de Sociología se estableció en 1892 en la Universidad de Chicago por Albion W. Small (1854-1926), quien en 1895 fundó la revista American Journal of Sociology  (Revista Norteamericana de Sociología). La sociología americana siguió una trayectoria independiente de la sociología europea. George Herbert Mead y Charles H. Cooley influyeron en el desarrollo del interaccionismo simbólico y la psicología social en la Universidad de Chicago, mientras que, Lester Ward, hizo hincapié en la importancia fundamental del método científico con la publicación de Dynamic Sociology (Sociología dinámica) en 1883.
De la Universidad de Chicago surgieron los principales sociólogos estadounidenses de la época. Se promovió la unión entre ellos formando una red de vinculación entre los principales sociólogos. En 1925, un tercio de los estudiantes de posgrado de sociología asistieron a la Universidad de Chicago. La Universidad de Chicago promovió además el vínculo con los estudiantes de otras escuelas. Se incentivó el trabajo en conjunto entre los sociólogos y la salida "al campo" a estudiar la sociedad que los rodea, más allá del trabajo interno en las aulas. Esto les enseñará la aplicación en la vida real de las enseñanzas en el aula. Las primeras enseñanzas en la Universidad de Chicago se centraron en los problemas sociales que imperaban en el mundo. En este momento, el mundo académico de la escuela de Chicago, no se preocupaba especialmente por la teoría, al menos no en la medida en que lo hacían las universidades europeas. Muchas personas aún desconfiaban de los aportes que podía hacer la sociología, especialmente con las recientes teorías controversiales de Weber y Marx. La Universidad de Chicago decidió ir en una dirección completamente diferente y la sociología del departamento dirigió su atención a promover la igualdad de derechos de las personas. Su foco de atención eran los pequeños grupos y descubrir la relación entre individuo y sociedad. Jugó un papel clave trayendo los avances sociológicos alemanes directamente a la sociología académica norteamericana. También creó el American Journal of Sociology. Robert Park y Ernest Burgess refinaron directrices métodos del programa y puntos de control. Esto hizo los hallazgos más uniformes, concisos y fáciles de entender. La pareja llegó a escribir libros de texto del programa de sociología por una referencia y obtener todos los estudiantes en la misma página con mayor eficacia. Muchos sociólogos notables como George Herbert Mead, W. E. B. Du Bois, Robert Park, Charles S. Johnson, William Ogburn, Herbert Blumer y muchos otros tienen lazos significativos con la Universidad de Chicago.
En 1920 se creó, en Polonia, el departamento por Florian Znaniecki (1882-1958). William I. Thomas era un recientemente graduado del departamento de sociología de la Universidad de Chicago. Su construcción en sus enseñanzas y su obra cambió de muchas maneras a la sociología. En 1918, William I. Thomas y Florian Znaniecki le dieron al mundo la publicación de El campesino polaco en Europa y América. Esta publicación se combinó con la teoría sociológica en la investigación experimental profundidad y por lo tanto el lanzamiento de la investigación sociológica metódica en su conjunto. Esto cambió los métodos del sociólogo y les permitió ver nuevos patrones y conectar nuevas teorías. Esta publicación también dio a los sociólogos una nueva forma para fundar su investigación y probarlo en un nuevo nivel. Toda su investigación será más sólida y más difícil para que la sociedad no presta atención a ello. En 1920, Znaniecki desarrolló un departamento de sociología en Polonia para ampliar allí la investigación y las enseñanzas.
Era inexistente la capacidad del estudiante para hacer cualquier predicción, debido a la falta de teoría sociológica que se enseñaba en la Universidad de Chicago junto con los nuevos fundamentos de los métodos estadísticos. Este fue un factor importante en la caída de la escuela de Chicago.
El primer departamento de sociología en el Reino Unido fue fundado en la Escuela de Economía de Londres en 1904. En 1919, Max Weber fundó un departamento de sociología en la Universidad Ludwig Maximilians de Múnich en Alemania, que había establecido una nueva sociología antipositivista. El "Instituto para la Investigación Social" en la Universidad de Frankfurt (más tarde convertida en la "Escuela de Frankfurt" de la teoría crítica) fue fundada en 1923. La teoría crítica tendría en una especie de vida propia después de la 2ª Guerra Mundial, que influyen en la teoría literaria y en la "Escuela de Birmingham" de estudios culturales.
La Universidad de Frankfurt, avanzó junto con la estrecha proximidad al centro de investigación de la sociología haciendo de Alemania una poderosa fuerza en la sociología que llevó en ese momento. En 1918, Frankfurt recibió los fondos para crear el primer jefe del departamento de sociología. El trabajo pionero de Alemania influyó a su gobierno añadiéndole el cargo de Ministro de Cultura para avanzar en el país en su conjunto. El notable equipo de hombres que estaban contribuyendo al departamento de sociología en Fráncfort no tardó en conseguir la atención del mundo y comenzó a ser conocida como la "Escuela de Frankfurt". Allí estudiaron nuevas perspectivas de las teorías de Marx, y entraron en la profundidad de las obras de Weber y Freud. La mayoría de estos hombres no tardaría en ser expulsados de Alemania por los nazis y llegaron a América, influenciando allí la investigación social. Esta reubicación forzada de los sociólogos activó la sociología en América poniendo a la altura de los estándares de los estudios europeos de sociología plantando algunas de las más grandes sociologías europeas en América.
Félix Weil fue uno de los estudiantes que recibió su doctorado sobre el concepto de la socialización de la Universidad de Frankfurt. Él, junto con Max Horkheimer y Kurt Albert Gerlach, desarrollaron el Instituto de Investigación Social que se establecería en 1923. Kurt Albert Gerlach iría a servir como el primer director del instituto. Su objetivo en la creación del instituto era crear un sitio en que la gente podría descubrir y ser informado de la vida social en su conjunto. Weil, Horkheimer y Gerlach querían centrarse en las interacciones entre economía, la política, los asuntos jurídicos, así como también en las interacciones académicas de la comunidad y la sociedad. La principal línea de investigación que el instituto tiene conocimiento fue su reactivación de marxismo científico. Muchos benefactores contribuyeron con dinero, materiales y edificios para mantener esta área de investigación en marcha. Cuando Gerlach se enfermó y tuvo que dimitir como director, Max Horkheimer tomó su lugar. Alentó a los estudiantes del instituto a cuestionar todo lo que estudiaban. Si los alumnos estudiaban una teoría, él no solo quería que descubran su verdad por sí solos, sino que también descubrieran cómo y por qué era cierto y la relación de la teoría con la sociedad. El régimen nacional-socialista exilió a muchos de los miembros del Instituto de Investigación Social. El régimen también obligó a muchos estudiantes y al personal de toda la Universidad de Frankfurt, y la mayoría huyó a Estados Unidos. Muchas personas obligadas a abandonar el instituto también abandonaron el camino de la guerra, pero a diferencia de la universidad, el instituto perdió demasiada gente y se vio obligado a cerrar. En 1950, el instituto abrió sus puertas como un establecimiento privado. A partir de ahora el Instituto de Investigación Social tendría una estrecha relación con los estudios de sociología en los Estados Unidos.
En 1893, se inició la cooperación internacional en la sociología, cuando René Worms (1869-1926) fundó el pequeño Institut International de Sociologie (Instituto Internacional de sociología) eclipsado por la mucho mayor International Sociological Association (Asociación Internacional de Sociología) desde 1949. En 1905 fue fundada la American Sociological Association, la asociación más grande del mundo de los sociólogos profesionales, y Lester F. Ward fue seleccionado para servir como primer presidente esta nueva sociedad.

### El canon: Durkheim, Marx, Weber

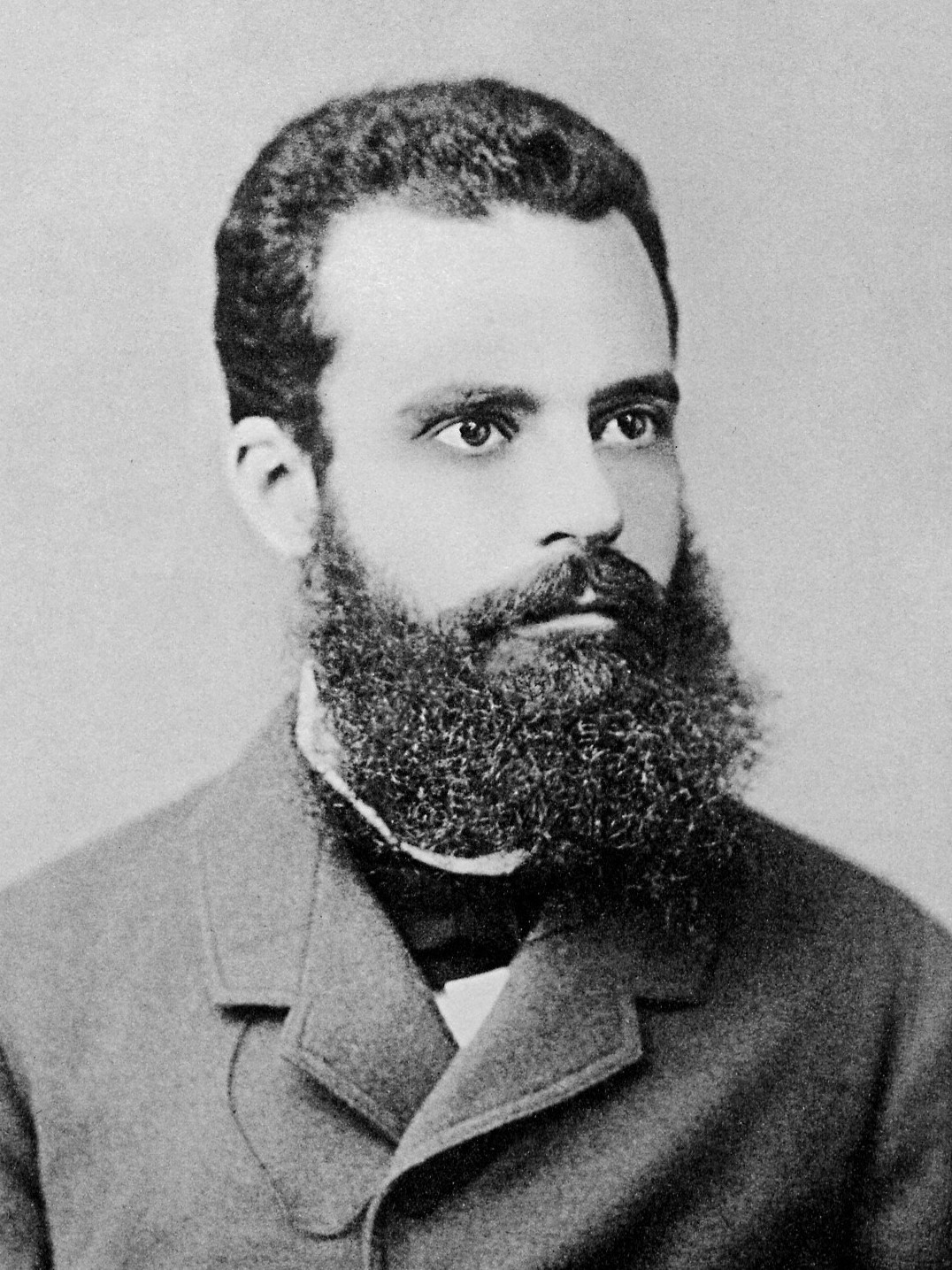
Vilfredo Pareto

Normalmente, Durkheim, Marx y Weber son citados como los tres principales arquitectos de la ciencia social moderna. El "canon" de los clásicos sociológicos con Durkheim y Weber en la cima se debe en parte a Talcott Parsons, a quien se le atribuye en gran medida a la introducción, tanto para el público estadounidense. La estructura de Acción Social de Parsons (1937) consolidó la tradición sociológica americana y estableció el orden del día de la sociología norteamericana al punto de ser la disciplina de más rápido de crecimiento. Sin embargo, en el canon de Parsons, Vilfredo Pareto tiene más importancia que cualquier Marx o Simmel. Su canon fue guiado por el deseo de "unificar las tradiciones teóricas divergentes en sociología detrás de un esquema teórico único, que de hecho podría ser justificado por la evolución puramente científica en la disciplina durante el medio siglo anterior." Mientras que el papel secundario que Marx jugó, a principios de la sociología norteamericana, podría atribuirse a Parsons, así como a las tendencias políticas más amplias, el predominio del marxismo en el pensamiento sociológico europeo hacía tiempo que había asegurado el rango de Marx junto a Durkheim y Weber como uno de los tres sociólogos "clásicos".

## SigloXIX: Desde el positivismo al antipositivismo
El enfoque metodológico hacia la sociología por los primeros teóricos era de, en términos generales, tratar la disciplina de la misma manera que la ciencia natural. Se buscó un énfasis en el empirismo y el método científico para proporcionar una base indiscutible para cualquier reclamación sociológica o encontrar y distinguir a la sociología de los campos menos empíricos, como la filosofía. Esta perspectiva, denominada positivista, fue desarrollada por el teórico Augusto Comte. El positivismo se basa en la teoría de que, de hecho, el único conocimiento verdadero es el científico. Comte tenía pautas muy vigorosas durante una teoría para considerarse positivista. Él cree que este conocimiento auténtico solo puede derivarse de la confirmación positiva de las teorías a través de continuos estrictos métodos de ensayo, que no son solo científicos, sino también de base cuantitativa. 

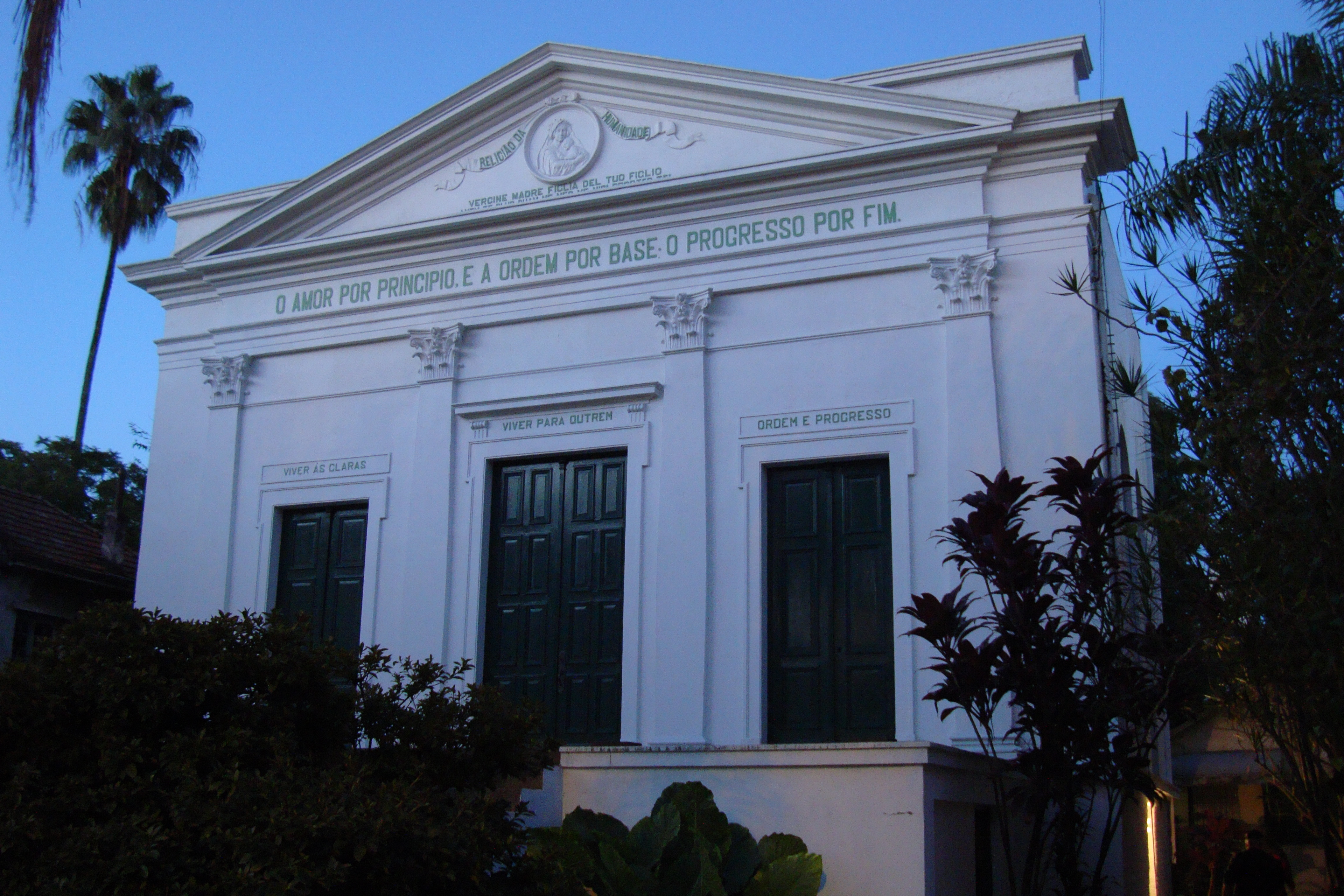
El templo positivista en Porto Alegre.

Émile Durkheim fue un gran defensor de la investigación empírica fundamentada teóricamente, buscando correlaciones para revelar las leyes estructurales, o "hechos sociales". Durkheim demostró que los conceptos que se han atribuido a la persona fueron socialmente determinada. Estos hechos son cosas como el suicidio, el crimen, la indignación moral, la personalidad de una persona, tiempo, espacio, y Dios. Se puso de manifiesto que la sociedad tiene influencia en todos los aspectos de una persona, mucho más de lo que se creía anteriormente. Para él, la sociología puede ser descrita como la "ciencia de las instituciones, su génesis y su funcionamiento". Durkheim trató de aplicar los resultados sociológicos en la búsqueda de la reforma política y la solidaridad social. Hoy en día, las cuentas académicas del positivismo de Durkheim pueden ser vulnerables a la exageración y simplificación: Comte fue el único gran pensador sociológico en postular que lo social puede ser objeto de un análisis científico de la misma manera que la ciencia noble, mientras que Durkheim reconoció con mayor detalle las limitaciones fundamentales de la epistemología.
Las reacciones contra el positivismo comenzaron cuando el filósofo alemán Georg Wilhelm Friedrich Hegel (1770-1831) expresó su oposición al empirismo, que rechazó como no crítico, y el determinismo, que lo vio como excesivamente mecanicista. La metodología de Karl Marx tomó de Hegel no solo el dialectismo sino también un rechazo del positivismo en favor de un análisis crítico, buscando complementar la adquisición empírica de los "hechos" con la eliminación de las ilusiones. Sostuvo que las apariencias necesitan ser criticadas en lugar de simplemente documentadas. Marx, sin embargo, trató de producir una ciencia de la sociedad basada en el determinismo económico del materialismo histórico. Otros filósofos, entre ellos Wilhelm Dilthey (1833-1911) y Heinrich Rickert (1863-1936) sostuvieron que el mundo natural se diferencia del mundo social debido a los aspectos únicos de la sociedad humana (significados, signos y demás) que informa a las culturas humanas.
Gustave Le Bon en la década de 1890, se dedicó a la psicología y la sociología, campos en los que publicó sus trabajos más exitosos. Le Bon desarrolló la visión de que las multitudes no son la suma de sus partes individuales, proponiendo que dentro de las multitudes se forma una nueva entidad psicológica, cuyas características están determinadas por el "inconsciente racial" de la multitud. En La muchedumbre: un estudio de la mente popular, Le Bon argumenta "que un individuo inmerso por un tiempo en un grupo pronto se encuentra a sí mismo - ya sea como consecuencia de influencia magnética de la muchedumbre o por alguna otra razón que desconocemos - en un estado especial, que se asemeja mucho a un estado de fascinación en el que el individuo hipnotizado se encuentra a sí mismo en manos del hipnotizador".
Gabriel Tarde inició los conceptos que se encuentran la mente grupal (adoptada y desarrollada por Gustave Le Bon , y a veces avanzada para explicar el llamado comportamiento de manada o psicología de masas ) y la psicología económica , donde anticipó una serie de desarrollos modernos. Tarde fue muy crítico con el trabajo de Émile Durkheim tanto a nivel de metodología como de teoría. 

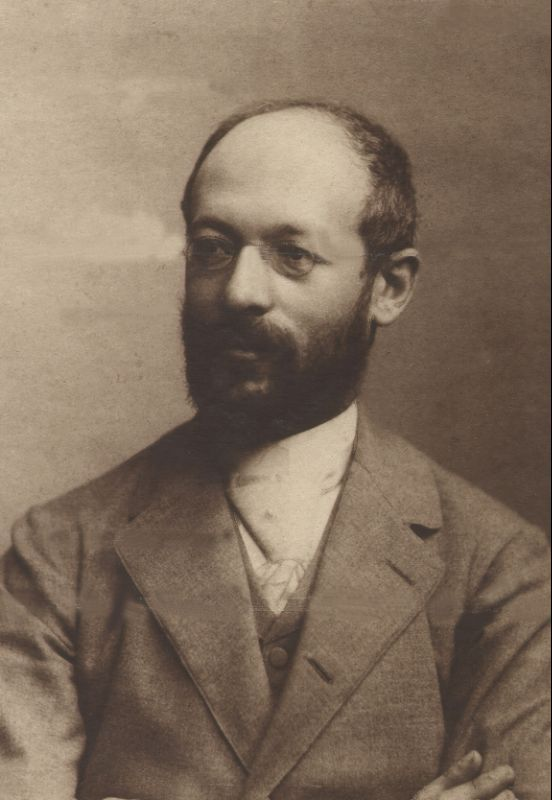
George Simmel, sociólogo alemán que contribuyó al desarrollo de una perspectiva no positivista en la disciplina.

A comienzos de siglo XX de la primera generación de sociólogos alemanes introdujeron formalmente el antipositivismo metodológico, proponiendo que la investigación debe centrarse en las normas humanas culturales, valores, símbolos y procesos sociales desde una perspectiva subjetiva. Max Weber argumentó que la sociología puede ser descrita en términos generales como una "ciencia", ya que es capaz de identificar relaciones causales,- especialmente entre los tipos ideales, o simplificaciones hipotéticas de fenómenos sociales complejos. Como un no positivista, sin embargo, se busca relaciones que no sean tan "ahistóricas, invariables o generalizables".  como las realizadas por los científicos naturales. Ferdinand Tönnies presentó Gemeinschaft y Gesellschaft (literalmente, comunidad y sociedad) a los habituales dos tipos de asociación humana. Tönnies trazó una línea clara entre el reino de la conceptualidad y la realidad de la acción social: el primero debe ser tratado axiomáticamente y de una manera deductiva (sociología "pura"), considerando el segundo empíricamente y de forma inductiva (sociología "aplicada"). Tanto Weber como Georg Simmel fueron pioneros en el enfoque Verstehen hacia las ciencias sociales (o "interpretativas"), un proceso sistemático en el cual un observador externo intenta relacionar a un grupo cultural particular, o los indígenas, en sus propios términos y desde su propio punto de vista. A través de la obra de Simmel, en particular, la sociología adquiere un posible personaje más allá de la recopilación de datos positivistas o de cola, sistemas deterministas de la ley estructural. Relativamente aislado de la academia sociológica durante toda su vida, Simmel presenta un análisis idiosincrásico de la modernidad, que recuerda más a los enfonques fenomenológico y existencial, prestando especial interés a las formas y posibilidades de la individualidad social. Su sociología compromete, desde una crítica neokantiana, a los límites de la percepción, preguntando "¿Qué es la sociedad?", en alusión directa a la pregunta de Kant: "¿Qué es la naturaleza?"

## SigloXX: La teoría crítica, el posmodernismo, y la reactivación positivista
En el siglo XX, la sociología se expandió en los EE. UU., incluyendo la evolución de ambas macrosociologías, preocupada por la evolución de las sociedades, y la microsociología, preocupada por las interacciones sociales humanas cotidianas. Basado en la psicología social pragmática de George Herbert Mead (1863-1931), Herbert Blumer (1900-1987) y, más tarde, la escuela de Chicago, los sociólogos desarrollaron el interaccionismo simbólico. En la década de 1920, György Lukács liberó Historia y conciencia de clase (1923), mientras que, póstumamente, fueron publicadas una serie de obras de Durkheim y Weber. 

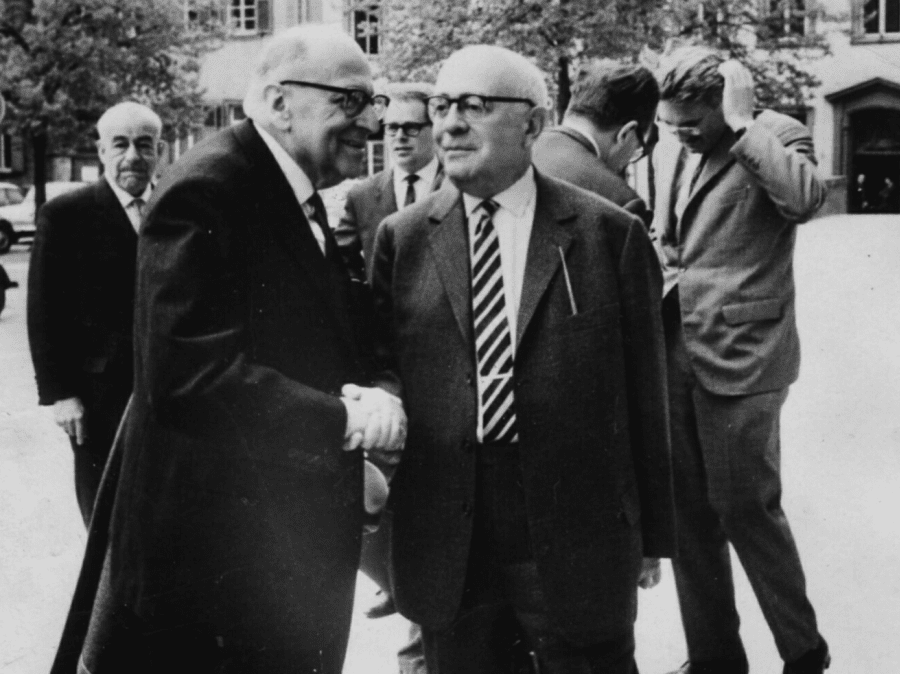
Max Horkheimer (izquierda), Theodor Adorno (derecha) y Jürgen Habermas (fondo derecha) en 1965 en Heidelberg.

En la década de 1930, Talcott Parsons (1902-1979) desarrolló la teoría de la acción, integrando el estudio del orden social con los aspectos estructurales y voluntaristas de los factores macro y micro, mientras colocaba en la discusión dentro de un contexto explicativo de alto la teoría de sistemas y la cibernética. En Austria y más tarde los EE. UU., Alfred Schütz (1899-1959) desarrolló la fenomenología social, que más tarde se informará construccionismo social. 
Durante el mismo período, ciertos miembros de la Escuela de Frankfurt, como Theodor W. Adorno (1903-1969) y Max Horkheimer (1895-1973), desarrollaron la teoría crítica, integrando los elementos materialistas históricos del marxismo con las ideas de Weber, Freud y Gramsci —en teoría, aunque no siempre en nombre— caracterizando, generalmente, la modernidad capitalista como un alejamiento de los principios centrales de la iluminación.
Durante el período de entreguerras, la sociología se vio socavada por los gobiernos totalitarios, por razones de control político ostensible. Después de la Revolución Rusa, la sociología se fue poco a poco "politizado, Bolchevizando y, finalmente, Estalinizado" hasta que prácticamente dejó de existir en la Unión Soviética. En China, en el año 1952, la disciplina fue prohibida, junto a la semiótica, la lingüística comparada y la cibernética como "pseudociencias burguesas", no tolerándolse hasta 1979. Durante el mismo período, sin embargo, la sociología también fue socavada por las universidades conservadoras en Occidente. Esto se debió, en parte, a la percepción del sujeto como poseedor de una tendencia inherente, a través de sus propios objetivos, y remitir hacia el pensamiento izquierdista o liberal. Dado que el tema fue fundada por los funcionalistas estructurales; ocupados por la cohesión orgánica y la solidaridad social, esta visión fue algo infundada (aunque era Parsons el que había introducido Durkheim al público estadounidense, y su interpretación ha sido criticada por un conservadurismo latente).
En la mitad del siglo XX hubo una tendencia general -pero no universal- a que sociología estadounidense tenga una naturaleza más científica, debido a la importancia que presentaba en ese entonces la teoría de la acción y los otros enfoques teóricos del sistema. Robert K. Merton lanzó su Social Theory and Social Structure (Teoría y estructura sociales) (1949). A finales de los años 1960, la investigación sociológica fue empleada cada vez más como una herramienta de los gobiernos y empresas de todo el mundo. Los sociólogos desarrollaron nuevos tipos de métodos de investigación cuantitativos y cualitativos. Paul Lazarsfeld fundó la Universidad de Columbia Bureau of Applied Social Research, donde ejerció una enorme influencia sobre las técnicas y la organización de la investigación social. Sus muchas contribuciones a la método sociológico le han valido el título de "fundador de la sociología empírica moderna". Lazarsfeld hecho grandes progresos en el análisis estadístico de encuestas, métodos de panel, análisis de la estructura latente, y el análisis contextual. También es considerado uno de los fundadores de la sociología matemática. Muchas de sus ideas han sido tan influyentes como para que en 2015 sean considerada por sí misma.
En 1959, Erving Goffman publicó La presentación de la persona en la vida cotidiana e introdujo la teoría del análisis dramatúrgico que afirma que todas las personas aspiran a crear una impresión específica de sí mismas en las mentes de otras. C. Wright Mills presenta La imaginación sociológica, fomentando el discurso humanista y un rechazo al empirismo abstraído y gran teoría. Paralelo con el surgimiento de varios movimientos sociales en los años 1960, sobre todo en Gran Bretaña, el giro cultural experimentó un aumento en las teorías del conflicto enfatizando la lucha social, como el neo-marxismo y la segunda ola del feminismo.
Ralf Dahrendorf y Ralph Miliband presentaron la pionera teoría en la lucha de clases y los estados-nación industrializados. La sociología de la religión vio un renacimiento en la década con nuevos debates sobre la tesis de la secularización, la globalización y la definición misma de la práctica religiosa. Teóricos como Lenski y Yinger formulan definiciones "funcionales" de la religión, indagando sobre lo que la religión hace más que lo que es en términos familiares. Así, diversas instituciones sociales nuevas y movimientos podrían ser examinados por su papel religioso. Teóricos marxistas continuaron examinando el consumismo y la ideología capitalista en términos análogos. Durante la década de 1970 fue finalmente publicada la selección de Antonio Gramsci de los Cuadernos de la cárcel [1929-1935] en inglés.

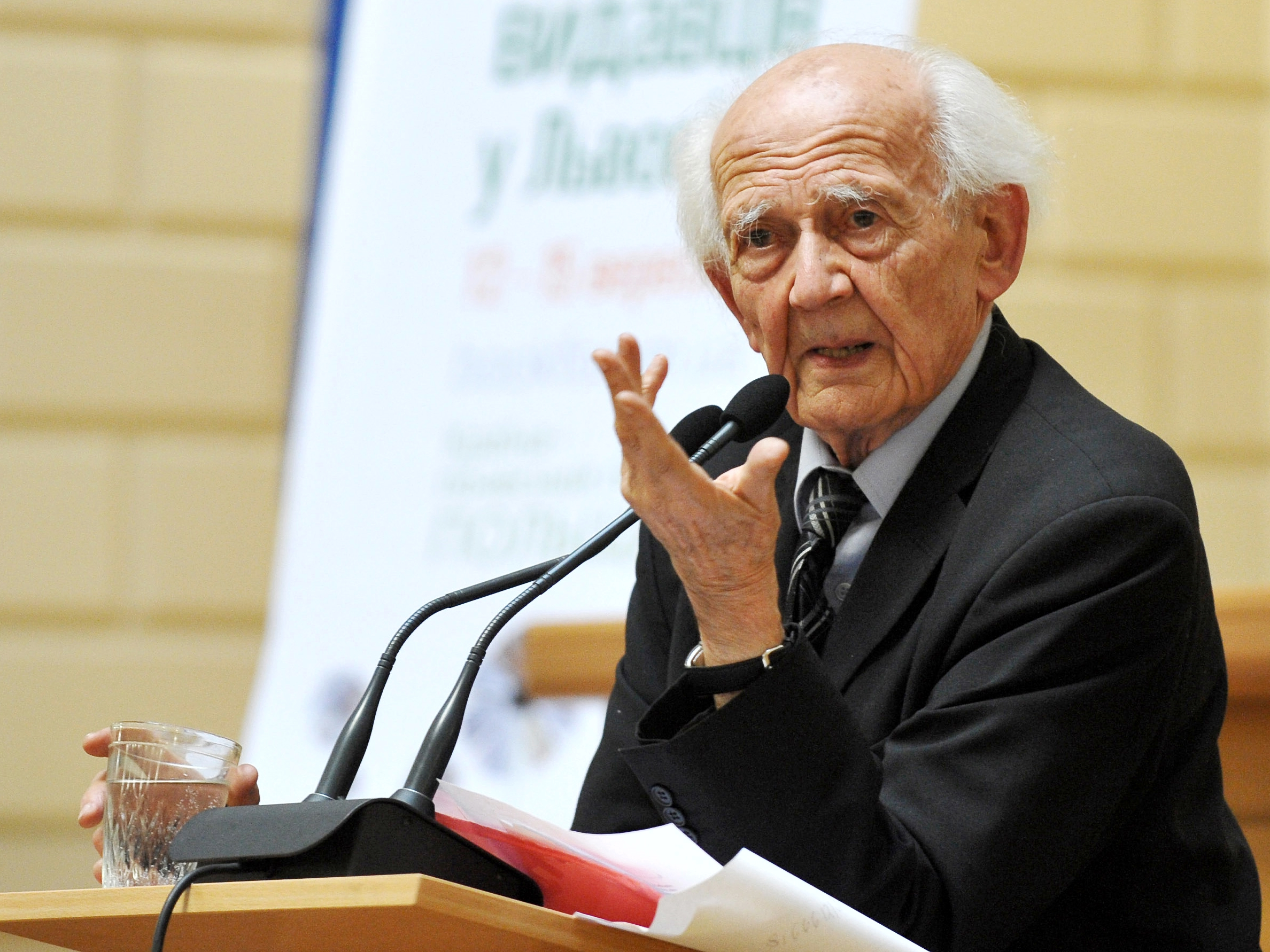
Zygmunt Bauman

En los años 1960 y 1970, los denominados postestructuralistas y la teoría posmodernista, basándose en el estructuralismo y la fenomenología tanto como la ciencia social clásica, provocaron un impacto considerable en los marcos de la investigación sociológica. [cita requerida]
Con frecuencia se entiende simplemente como un estilo cultural "después de Modernismo caracterizado por la intertextualidad, el pastiche y la ironía, los análisis sociológicos de la posmodernidad han presentado una era distinta en relación con (1) el disolución de metanarrativas (sobre todo en la obra de Lyotard), y (2) el fetichismo de la mercancía y el "reflejo" de la identidad con el consumo en la sociedad capitalista tardía (Debord; Baudrillard; Jameson). El posmodernismo se ha asociado también con el rechazo de las concepciones de la iluminación del sujeto humano, corriente seguida por pensadores como Michel Foucault, Claude Lévi-Strauss y, en menor medida, en el intento de Louis Althusser de conciliar el marxismo con el antihumanismo. La mayoría de los teóricos asociados con el movimiento negaron activamente la etiqueta, prefiriendo aceptar la postmodernidad como un fenómeno histórico en lugar de un método de análisis, en todos los caso. Sin embargo, las piezas posmodernos conscientemente siguen apareciendo dentro de las ciencias sociales y políticas en general.
En la década de 1980, los teóricos fuera de Francia tendían a centrarse en la globalización, la comunicación y la reflexión en términos de una 'segunda' fase de la modernidad, en lugar de una clara nueva era en sí. Jürgen Habermas estableció la acción comunicativa como una reacción a los retos postmodernos en el discurso de la modernidad, informado tanto por la teoría crítica y el pragmatismo americano. Su sociólogo alemán compañero, Ulrich Beck, presenta el libro la sociedad del riesgo (1992) como una explicación de la manera en que el Estado-nación moderno se ha vuelto organizado. En Gran Bretaña, Anthony Giddens propuso reconciliar dicotomías teóricas recurrentes a través de la teoría de la estructuración. Durante la década de 1990, Giddens trabajo desarrollado en los desafíos de "alta modernidad", así como la política de una nueva "tercera vía" que influiría enormemente en el Nuevo Laborismo en el Reino Unido y de la administración Clinton en los EE. UU. El líder sociólogo polaco Zygmunt Bauman, escribió extensivamente sobre los conceptos de modernidad y posmodernidad, incorporando el concepto de "modernidad líquida", en particular con respecto al Holocausto y al consumismo como fenómenos históricos. Mientras que Pierre Bourdieu ganó elogios de la crítica significativa por su continuo trabajo en el capital cultural, ciertos sociólogos franceses, sobre todo Jean Baudrillard y Michel Maffesoli, fueron criticados por percibir ofuscación y relativismo.

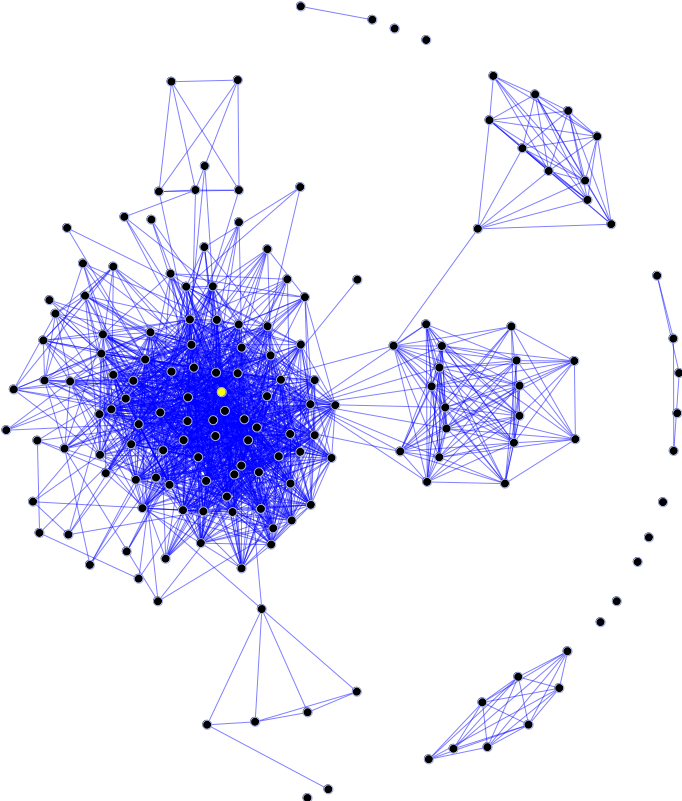
Diagrama de Red social

Los teóricos de sistemas funcionalistas como Niklas Luhmann mantuvieron fuerzas dominantes en la sociología hasta el final del siglo. En 1994, Robert K. Merton ganó la Medalla Nacional de Ciencia por sus contribuciones a la sociología de la ciencia. La tradición positivista es popular hoy en día, sobre todo en los Estados Unidos. Los dos revistas de disciplina estadounidense más extensamente citadas la American Journal of Sociology (Revista norteamericana de Sociología) y la American Sociological Review (Revisión sociológica americana), publicaron principalmente la investigación en la tradición positivista, con ASR exhibiendo la mayor diversidad (British Journal of Sociology, por otra parte, publica principalmente artículos no positivistas). El siglo XX fue testigo de la mejora de las metodologías cuantitativas empleadas en sociología. El desarrollo de los estudios longitudinales que siguen la misma población a lo largo de años o décadas permitió a los investigadores estudiar los fenómenos a largo plazo y el aumento de la capacidad de los investigadores para inferir causalidad. El aumento en el tamaño de los conjuntos de datos producidos por los nuevos métodos de estudio fue seguida por la invención de nuevas técnicas estadísticas para el análisis de estos datos. El análisis de este tipo se realiza generalmente con paquetes de software estadísticos como SAS, Stata o SPSS.
El análisis de redes sociales es un ejemplo de un nuevo paradigma en la tradición positivista. La influencia del análisis de redes sociales está generalizada en muchos subcampos sociológicos como la sociología económica (véase la obra de J. Clyde Mitchell, Harrison White, o Mark Granovetter, por ejemplo), el comportamiento organizacional, la sociología histórica, la sociología política o la sociología de la educación. También hay un renacimiento de menor importancia de una sociología más independiente y empírico en el espíritu de C. Wright Mills, y sus estudios de la élite del poder en los Estados Unidos de América, de acuerdo con Stanley Aronowitz.